# Dámaso Berenguer
Dámaso Berenguer y Fusté, Conte di Xauen (San Juan de los Remedios, 4 agosto 1873 – Madrid, 19 maggio 1953) è stato un generale e politico spagnolo.
Partecipò alla guerra del Rif in qualità di comandante dell'esercito d'occupazione spagnolo e fu Presidente del Consiglio dal 30 gennaio 1930 al 18 febbraio 1931.